# Psylliodes pyritosus
Psylliodes pyritosus là một loài bọ cánh cứng trong họ Chrysomelidae. Loài này được Kutschera miêu tả khoa học năm 1864.